# Боско-Маренго
Боско-Маренго, Боско-Маренґо (італ. Bosco Marengo, п'єм. Bòsch Marengh) — муніципалітет в Італії, у регіоні П'ємонт,  провінція Алессандрія.
Боско-Маренго розташоване на відстані близько 450 км на північний захід від Рима, 85 км на схід від Турина, 11 км на південний схід від Алессандрії.
Населення — 2464 особи (2014).
Щорічний фестиваль відбувається 30 квітня. Покровитель — San Pio V.

## Демографія
Населення за роками:

Станом на 1 січня 2023 року в муніципалітеті офіційно проживали 194 іноземці з 21 країни, серед них 141 громадянин країн Євросоюзу та 3 громадяни України.

## Сусідні муніципалітети
- Алессандрія
- Базалуццо
- Казаль-Чермеллі
- Фрезонара
- Фругароло
- Нові-Лігуре
- Поццоло-Формігаро
- Предоза
- Тортона